# Юго-Западный край
Ю́го-За́падный край — в Российской империи XIX—XX веков часть Западного края, собирательное наименование трёх губерний Правобережной Украины — Волынской, Подольской и Киевской.

## История

Юго-Западный край, 1913

Другое название — Киевское генерал-губернаторство (существовало с 22 января 1832 по 30 сентября 1914).
В 1903 году в Юго-Западном крае введено земство по особым правилам — с назначением земских гласных от правительства, а в 1911 году — выборное земство, тоже по особым правилом, дискриминирующим землевладельцев польского происхождения. Принятие последнего закона вызвало острый политический кризис (см. Закон о земстве в западных губерниях).

## Киевское, Подольское и Волынское генерал-губернаторство
Об учреждении должности главного начальника Юго-Западного края не существует особого узаконения. Должность генерал-губернатора Киевской губернии упоминается в Указах Сенату 24 апреля 1722 года, 10 июля 1741 года и 29 сентября 1764 года. В сентябре 1781 года было образовано Киевское наместничество, во главе которого стоял генерал-губернатор. После ликвидации наместничества Указом от 9 сентября 1801 года губернии Киевская, Волынская и Подольская подчинены, «как пограничные» и на особенных правах состоящие — военным губернаторам, которые пользовались правами главных начальников губерний. Указом 22 января 1832 года временный Подольский и Волынский военный губернатор генерал-адъютант Левашов был назначен Киевским военным губернатором и генерал-губернатором Подольским и Волынским. Такой титул начальники Юго-Западного края носили до 19 января 1865 года, когда был назначен первый Киевский, Подольский и Волынский генерал-губернатор: генерал-адъютант, генерал от артиллерии Безак.
Генерал-губернаторство было упразднено 30 сентября 1914 года Высочайше утвержденным положением Совета министров.

### Генерал-губернатор Киевского наместничества
| Ф. И.О.                                 | Титул, чин, звание        | Время замещения должности |
| --------------------------------------- | ------------------------- | ------------------------- |
| Румянцев-Задунайский Пётр Александрович | граф, генерал-фельдмаршал | 1782—1796                 |

### Киевские военные губернаторы
| Ф. И.О.                               | Титул, чин, звание                               | Время замещения должности |
| ------------------------------------- | ------------------------------------------------ | ------------------------- |
| Салтыков Иван Петрович                | граф, генерал от кавалерии (генерал-фельдмаршал) | 18.11.1796—29.11.1797     |
| Розенберг Андрей Григорьевич          | генерал от инфантерии                            | 30.11.1797—12.03.1798     |
| Гудович Иван Васильевич               | генерал от инфантерии                            | 03.1798—06.1798           |
| Беклешов Александр Андреевич          | генерал от инфантерии                            | 13.06.1798—1799           |
| Феньш (Фенш) Андрей Семёнович         | генерал от инфантерии                            | 1801—1803                 |
| Тормасов Александр Петрович           | генерал от кавалерии                             | 1803—1806                 |
| Голенищев-Кутузов Михаил Илларионович | генерал от инфантерии                            | 28.09.1806—03.07.1809     |
| Милорадович Михаил Андреевич          | генерал от инфантерии                            | 1810—08.1818              |
| Вакансия                              |                                                  | 1818—1827                 |
| Желтухин Пётр Фёдорович               | Св. Е.В., генерал-лейтенант                      | 1827—1829                 |
| Княжнин Борис Яковлевич               | генерал-лейтенант                                | 1829—22.01.1832           |

### Киевские военные губернаторы, Подольские и Волынские генерал-губернаторы
| Ф. И.О.                           | Титул, чин, звание                                          | Время замещения должности |
| --------------------------------- | ----------------------------------------------------------- | ------------------------- |
| Левашов Василий Васильевич        | граф, генерал от кавалерии, генерал-адъютант                | 22.01.1832—09.06.1835     |
| Гурьев Александр Дмитриевич       | граф, генерал-лейтенант                                     | 09.06.1835—15.11.1837     |
| Бибиков Дмитрий Гаврилович        | генерал-адъютант, генерал-лейтенант (генерал от инфантерии) | 29.12.1837—30.08.1852     |
| Васильчиков Илларион Илларионович | князь, генерал-адъютант, генерал-лейтенант                  | 30.08.1852—12.11.1862     |
| Анненков Николай Николаевич       | генерал от инфантерии, генерал-адъютант                     | 19.01.1863—19.01.1865     |

### Киевские, Подольские и Волынские генерал-губернаторы
| Ф. И.О.                                | Титул, чин, звание                                                           | Время замещения должности |
| -------------------------------------- | ---------------------------------------------------------------------------- | ------------------------- |
| Безак Александр Павлович               | генерал-адъютант, генерал от артиллерии                                      | 19.01.1865—30.12.1868     |
| Дондуков-Корсаков Александр Михайлович | князь, генерал-адъютант, генерал-лейтенант                                   | 06.01.1869—16.04.1878     |
| Чертков Михаил Иванович                | генерал-адъютант, генерал-лейтенант                                          | 16.04.1878—13.01.1881     |
| Дрентельн Александр Романович          | генерал-адъютант, генерал от инфантерии, временный Черниговский и Полтавский | 13.01.1881—15.07.1888     |
| Игнатьев Алексей Павлович              | граф, генерал-лейтенант                                                      | 12.08.1889—07.12.1897     |
| Драгомиров Михаил Иванович             | генерал-адъютант, генерал от инфантерии                                      | 01.01.1898—24.12.1903     |
| Клейгельс Николай Васильевич           | генерал-лейтенант                                                            | 24.12.1903—19.10.1905     |
| Сухомлинов Владимир Александрович      | генерал-лейтенант                                                            | 19.10.1905—18.12.1908     |
| Трепов Фёдор Фёдорович                 | генерал от кавалерии                                                         | 18.12.1908—30.09.1914     |